# Ai nostri amori
Ai nostri amori (À nos amours) è un film francese del 1984 diretto da Maurice Pialat.

## Trama
Suzanne, giovane parigina figlia di una modesta famiglia di immigrati polacchi, ha la sua prima esperienza sessuale durante una vacanza al mare con un turista americano, il quale cortesemente la ringrazia della concessione. La vita della quindicenne è caratterizzata dagli incontri con un suo amico e la decisione di suo padre di lasciare la famiglia. Il fidanzamento ufficiale della ragazza e la vendita della casa su decisione unilaterale del genitore fa nascere la speranza di mutamento nel piattume quotidiano della ragazza.

## Curiosità
Il film uscì in Italia soltanto nel 1987.

## Riconoscimenti
- Premio Louis-Delluc 1983
- 2 Premi César 1984: miglior film e migliore promessa femminile (Sandrine Bonnaire)